# Midnights
Pour les articles homonymes, voir Midnight (homonymie).
Albums de Taylor Swift
Red (Taylor's Version)
(2021) Speak Now (Taylor's Version)
(2023)
Singles
1. Anti-Hero
Sortie : 21 octobre 2022
2. Lavender Haze
Sortie : 27 janvier 2023
3. Karma
Sortie : 1er mai 2023

Midnights est le dixième album studio de l'auteure-compositrice-interprète américaine Taylor Swift, sorti le 21 octobre 2022 via Republic Records. Il est annoncé lors des MTV Video Music Awards 2022, marquant la première nouvelle œuvre de la chanteuse depuis ses albums folk indépendants de 2020, folklore et evermore. Midnights est un album concept explorant les méditations nocturnes et a été écrit et produit en collaboration avec son partenaire de longue date Jack Antonoff.
Inspiré des « nuits sans sommeil » de Swift, Midnights aborde des thèmes tels que l'anxiété, l'insécurité, l'autocritique, la conscience de soi, l'insomnie et la confiance en soi, à travers des paroles à la fois confessionnelles et cryptiques. Sur le plan musical, il expérimente les styles chill-out, electropop, dream pop et bedroom pop, adoptant une approche alternative du son synth-pop des précédents projets pop de Swift. Les chansons se caractérisent par des grooves subtils, des synthétiseurs rétro, une boîte à rythmes et des rythmes hip hop/R&B contemporain. Swift dévoile la liste des titres dans une série de TikTok intitulée Midnights Mayhem with Me du 21 septembre au 7 octobre 2022.
Salué par la critique pour sa production maîtrisée, son écriture franche et ses cadences vocales, Midnights se classe parmi les meilleurs albums de 2022. L'album connait un succès commercial dans tous les formats de consommation musicale et bat plusieurs records à l'échelle mondiale ; les journalistes qualifient ce succès de témoignage de l'impact culturel de Taylor Swift. Midnights réalise l'exploit sur Spotify d'être l'album le plus streamé en une journée et se classe en tête des charts dans 28 pays.
L'album a engendré 10 chansons classées dans le top dix du Billboard Hot 100, soit le plus grand nombre pour un album, lors de la même semaine. Le premier single Anti-Hero permet à Swift d'obtenir sa neuvième chanson numéro un aux États-Unis et s'est classé en tête des charts dans 14 autres territoires ; Bejeweled, Lavender Haze et Karma (feat. Ice Spice) suivent en tant que singles, atteignant la deuxième place du Hot 100. D'autres titres tels que Maroon, Snow on the Beach en collaboration avec Lana Del Rey, You're on Your Own, Kid, Midnight Rain et Bejeweled atteignent également de bonnes positions à l'échelle internationale. Pour promouvoir Midnights, Swift s'est lancée dans The Eras Tour en 2023.

## Écriture et production
Selon Taylor Swift, Midnights est basé sur cinq grands thèmes : la haine de soi, le fantasme de vengeance, « se demander ce qui aurait pu se passer », tomber amoureuse, et le fait de « s'effondrer ». Elle fait appel à son collaborateur de longue date, Jack Antonoff, pour la production de Midnights. Le duo écrit 11 des 13 titres de l'album ensemble ; pour ce qui est des deux restants, elle écrit Vigilante Shit seule, et Sweet Nothing avec son compagnon de l'époque Joe Alwyn, crédité sous son pseudonyme William Bowery. Certains titres bonus sont co-produits par Aaron Dessner, lequel a déjà travaillé avec Taylor Swift sur les albums folklore et evermore. La chanteuse dit avoir conçu ces chansons additionnelles au cours de sa « quête visant à sélectionner les 13 [titres] magiques » de l'album standard.
La vie sentimentale de la chanteuse inspire les chansons Lavender Haze — dont le titre reprend l'expression « in the lavender haze » [« dans la brume lavande »] de la série dramatique Mad Men — et Snow on the Beach. Swift écrit Lavender Haze après avoir dû protéger sa relation avec Joe Alwyn de commentaires indésirables, qu'elle qualifie de « rumeurs étranges » et d'« histoires de tabloïds »,. Le titre Snow on the Beach, co-écrit par la chanteuse américaine Lana Del Rey, décrit la sensation de « tomber amoureuse de quelqu'un en même temps que cette personne tombe amoureuse de vous ». La composition de Lavender Haze est initialement pensée par Antonoff après avoir entendu Sounwave, un de ses collaborateurs, lancer — en appuyant accidentellement sur un bouton — une « petite boucle » produite par Jahaan Sweet. Sounwave retouche cette boucle en y ajoutant « un tas d’effets ». Sam Dew écrit ensuite quelques mélodies destinées à cette production, aidé de Zoë Kravitz qui travaille également avec Antonoff. Ce dernier propose la mélodie à Swift, qui en écrit les paroles. Le titre Glitch est également né de ces sessions. Sweet contacte aussi Swift, par l’intermédiaire d’Antonoff, afin de lui proposer une production pour Karma, sur laquelle travaille également Keanu Beats. Le jour d’après, Antonoff revient avec la chanson terminée, Swift ayant déjà enregistré les paroles. Dans Anti-Hero, elle expose ses insécurités, notamment celle d'avoir du mal à « se sentir comme une personne ».

## Musique et paroles
L'édition standard de Midnights est composé de 13 titres, l'édition Deluxe comporte trois chansons bonus dont deux titres remixés. Sept titres bonus — en plus des 13 titres présents sur l'album standard — sont ajoutés à Midnights (3am edition), édition uniquement disponible sur les plateformes de streaming et de téléchargement. Six chansons de l'album sont labellisées 'explicites'. Lana Del Rey est invitée par Taylor Swift à chanter sur la quatrième piste, Snow on the Beach,.

### Composition
S'éloignant du son indie folk de ses deux prédécesseurs folklore et evermore (2020), Midnights est décrit comme un album expérimental, mêlant électro-pop,, dream pop, synth-pop, et chill out. L'album est construit autour de mélodies subtiles, de rythmes soutenus, et d'harmonies discrètes. La voix de Swift, accompagnée de synthétiseurs atmosphériques, adopte des allures country, rythmées ou décontractées selon les cas. Les voix sont parfois manipulées électroniquement, provoquant des effets de distorsion ou de "hoquètement". Des influences hip-hop et rap se ressentent dans la performance vocale de Swift, ainsi que dans les paroles de l'album, truffées de « rimes internes » selon Stereogum,. Pour Paste, Midnights « évolue avec agilité entre ambiance de discothèque et ambiance de boulevard au clair de lune », et illustre la vision « glassy et clinquante » qu'a Taylor Swift de l'électro-pop. The Line of Best Fit parle d'un style « ludique » de production.

### Thème
Les journalistes considèrent Midnights comme un album-concept,. Le mot 'midnight' ['minuit'] est un motif lyrique récurrent dans la musique de Swift, utilisé dans différents contextes au sein de ses albums précédents. The A.V. Club affirme que Midnights développe ce motif artistique en en faisant « un véritable album ». Les critiques indiquent que l'album explore des sujets tels que l'autocritique, la confiance en soi, les complexes, l’anxiété, l'image publique et l’insomnie, et soulignent l'aspect confidentiel des paroles, même si elles restent toutefois assez « cryptiques ». Selon Rolling Stone, l'album donne l'impression d'être « tiraillé entre une histoire d'amour et un désir de vengeance ». NME et DIY considèrent Midnights comme l'album le plus franc de Taylor Swift à ce jour.

## Direction artistique
Dès l'annonce de l'album, les médias ont spéculé sur la mini robe Moschino — de couleur bleu marine et ornée d'étoiles argentées — portée par Taylor Swift lors de l'afterparty des VMAs, qui laisse présager l'esthétique de l'album,. Dans une analyse des photographies promotionnelles de l'album, The Ringer décrit cette même esthétique comme étant d'« un glamour décontracté, réservé, opposé au glamour typique des pop stars », le bleu nuit domine la palette de couleurs, un style rétro se détache des photos. Le motif des cadrans d'horloge représente également une « partie majeure de l'iconographie propre à Midnights ». Vogue relève l'influence des années 1970 dans les tenues de Swift, marquant ainsi une rupture avec le style plutôt champêtre et cottagecore qu'elle avait adopté en 2020 pour ses albums folklore et evermore,. La critique de mode Jess Cartner-Morley pense que la nouvelle garde-robe de Swift pourrait être une évocation de la pochette de l'album Country Life (1974) du groupe Roxy Music, ou encore des photographies de l'artiste français Guy Bourdin pour Vogue France.

### Couverture de l'album
La pochette standard de Midnights est minimaliste. Elle s'inspire des pochettes de disques d'autrefois, sur lesquelles les chansons étaient listées sur la couverture avant. La photo de Taylor Swift figurant sur la pochette la représente maquillée d'un fard à paupières bleu et d'un eye-liner noir ainsi que son rouge à lèvres rouge emblématique. Elle observe un briquet allumé tenu près de son visage. Le titre de l'album, ainsi que la liste des chansons sont inscrits dans un dégradé de bleu. L'édition vinyle de la pochette, postée par Swift sur ses réseaux sociaux, divise les chansons en une face A et une face B, indiquant un 33 tours à deux faces. Trois éditions limitées de l'album, déclinées en plusieurs couleurs et accompagnées de pochettes différentes ont aussi été proposées. The Cut relève que les différentes couvertures représentent toutes Swift dans un « état glamour de tension, au cœur d'un environnement nocturne ». Le Dallas Observer note des similitudes avec l'esthétique « indie sleaze » de la fin des années 2000. En outre, les couvertures arrières de l'édition standard et des trois éditions alternatives, représentant chacune le quart d'un cadran, peuvent être assemblées et combinées avec un mécanisme d'horloge (vendu séparément), afin de former une horloge parfaitement fonctionnelle.

## Sortie et promotion

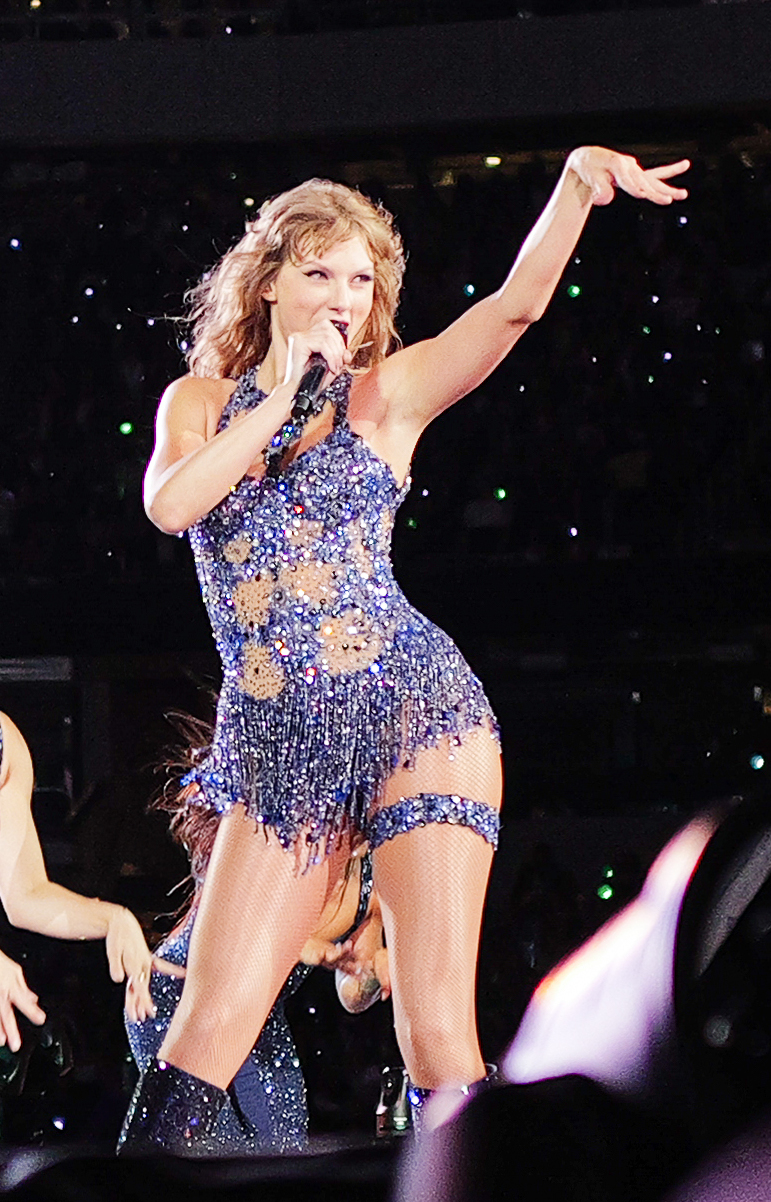
Taylor Swift lors du concert Eras Tour au Sofi Stadium à Inglewood, CA, 9 août 2023.

Midnights sort le 21 octobre 2022. Avant sa sortie, l'album est disponible en pré-enregistrement et en précommande. Swift s'est réengagée dans un lancement traditionnel pour Midnights, après une promotion limitée de ses albums pendant la pandémie de Covid-19. Deux clips — pour Anti-Hero et Bejeweld — sortent respectivement le 21 et le 25 octobre. Sur son Midnights Manifest, Taylor Swift annonce « une surprise spéciale très chaotique », prévue trois heures après la sortie de l'album. Cette surprise se concrétise par la sortie d'une version de l'album (uniquement disponible digitalement et en streaming) intitulée Midnights (3am edition), contenant 7 titres supplémentaires écrits pour l'album, mais finalement mis de côté au profit des 13 chansons de l'édition standard, selon Swift.

### Marketing
Pour « changer » de son habitude de dissimuler des easter eggs dans ses œuvres — des messages secrets ou cryptiques faisant allusion ou donnant des indices sur ses prochaines œuvres —, Taylor Swift poste une série sur TikTok appelée Midnights Mayhem with Me, composée de 13 épisodes entre le 21 septembre et le 7 octobre 2022. Elle dévoile le titre d'une chanson par épisode, dans un ordre aléatoire, assise  devant un rideau et accompagnée d'une musique d'ascenseur. Une cage à tirage contenant 13 balles de ping pong, numérotées de un à treize, chacune représentant un titre de l'album, est actionnée par la chanteuse, et lorsqu'une balle tombe, le titre de la chanson correspondant au numéro tiré est révélée, par l'intermédiaire d'un téléphone. Lors du premier épisode, elle donne le nom le treizième titre, Mastermind tandis que le dernier épisode sert au dévoilement du titre Snow on the Beach.
Au cours des jours précédant le lancement de Midnights, certaines paroles de l'album sont affichées dans le monde entier sur des panneaux détenus par Spotify, à minuit, en commençant par Times Square le 17 octobre. La chanteuse partage également un calendrier, nommé Midnights Manifest, détaillant les évènements prévus avant et après la sortie de l'album. Taylor Swift doit apparaître dans le Tonight Show Starring Jimmy Fallon le 24 octobre, ainsi que dans le Graham Norton Show le 28 octobre. Du 21 au 26 octobre, iHeartRadio diffuse, sur ses stations pop, un programme appelé Midnights with Taylor, comportant ses commentaires sur l'album.

### Visuels
Une bande-annonce comprenant des extraits de différents clips de l'album est diffusée en exclusivité sur Amazon Prime Video au cours du Thursday Night Football, le 20 octobre 2022. La distribution comprend Swift, Jack Antonoff, Laura Dern, Haim, Mike Birbiglia, Laith Ashley, Dita Von Teese, Mary Elizabeth Ellis, John Early et Pat McGrath. La cinématographie est signée Rina Yang, qui avait déjà travaillé avec Swift sur All Too Well : The Short Film.

### Accueil médiatique
Selon Pitchfork, Time, et la Recording Academy, l'album est l'un des plus anticipés de l'automne 2022 ; USA Today le considère comme la sortie la plus anticipée de la carrière de Swift. Pour Time, Midnights relève d'une « composition concise » chez une artiste comme Swift, dont le dernier album, Red (Taylor's Version) comportait 30 chansons. The New York Times qualifie Swift de « force créatrice infatigable » à l'occasion de cette cinquième sortie d'album en trois ans et s'attend à ce que Midnights devienne l'un des albums les plus vendus de l'année 2022, malgré sa sortie en octobre. Le Los Angeles Times compare la « série prolifique d'albums » de Swift à celles des « plus grands de tous les temps ».
L'absence de sortie de single avant la sortie de l'album, donne lieu à des spéculations sur le style musical de Midnights. Selon Variety, Midnights pourrait soit « continuer dans la veine plus feutrée, acoustique et Americana » de folklore et evermore, soit revenir à la « pop pure » de Lover (2019) et de ses prédécesseurs. Le Washington Post salue « l'excellente stratégie marketing » présente autour de l'album. Fortune fait l'éloge de la qualité de « génie marketing hors-pair » de la chanteuse, ainsi que du déploiement promotionnel de l'album, insistant notamment sur Midnights Mayhem with Me, et acclamant « le jeu burlesque [de Swift] consistant à dévoiler certains détails tout en maintenant une aura de mystère et de suspense ».

### Singles
Anti-Hero est le premier single extrait de Midnights. Bejeweled suit peu de temps après, puis Lavender Haze et enfin Karma (feat. Ice Spice). Chaque single est accompagné d'un clip.
Anti-Hero est le succès majeur de l'album, avec plus d'1,6 milliard d'écoutes cumulées sur Spotify en 2024. En France, Anti-Hero est platine en avril 2024, Karma disque d'or en décembre 2024 et Lavender Haze disque d'or en février 2025

## Réception critique
Midnights est largement acclamé par les critiques musicaux, qui, pour la plupart, salue sa production feutrée. Sur Metacritic, qui attribue une note sur 100, l’album reçoit une note moyenne de 88, basée sur 16 critiques, et obtient le statut de ‘universal acclaim’ [‘adhésion unanime’]. L’agrégateur AnyDecentMusic? lui attribue une note de 7.9/10, après évaluation du consensus critique.
Brittany Spanos et Rob Sheffield de Rolling Stone considèrent déjà Midnights comme un 'classique' ; Spanos loue l'écriture "brillante et rafraîchissante" de Swift, tandis que Sheffield souligne la production et l'ambiance générale de l'album. Chris Willman, de Variety, fait l'éloge de la voix de Swift, de la production d'Antonoff et de leur choix artistique de délaisser la création de "hits" au profit d'une pop mid-tempo. Neil McCormick, du Daily Telegraph, admire l'approche davantage « intimiste » de Swift, autant dans ses mélodies que dans ses paroles. Lucy Harbron de Gigwise considère que Taylor Swift ne s’est jamais autant réinventée que dans Midnights, et qualifie l’album de l’œuvre la plus « sombre » de la chanteuse, louant son expérimentation et son évolution musicale, ainsi que son aspect introspectif. Le critique d’American Songwriter, Alex Hopper, parle de l’album comme d’une « expérience d’écoute riche » et le voit comme « la sœur grunge de 1989 », tandis que Kitty Empire de The Observer le qualifie d’un « album contemplatif des fascinantes heures du petit-matin » et de « pur bonheur ».
Alexis Petridis, critique du Guardian, voit l’album comme un disque sophistiqué, « sobre et de bon goût », accompagné d’une écriture « assurée » et d’une production « discrète ». Dans son compte rendu pour NPR, Ann Powers estime que Midnights est l’album le plus « stimulant » de Swift, tout en complimentant sa voix « glamour et étincelante », tandis que Matthew Neale de Clash souligne les prouesses de Swift en matière d'écriture, ainsi que son « assurance » musicale, qualifiant Midnights d'œuvre « presque parfaite ». Helen Brown de The Independent écrit que Swift « dévoile ses rêves les plus sombres, ses doutes les plus profonds et ses pensées les plus cruelles » propulsée par « une voix féline et furtive » et par « un grand contrôle lyrique ». La journaliste Hannah Mylrea de NME déclare que l’album marque le retour de Swift à la musique pop, tout en proposant des sons « avant-gardistes » accompagnés de ses paroles les plus franches. Marc Hirsh de Entertainment Weekly complimente le son, le concept, et les thèmes abordés dans Midnights. Mikael Wood du Los Angeles Times admire la « solide » performance vocale de Swift, « jouant avec les rythmes et valorisant son timbre de voix comme jamais auparavant ».
Elise Ryan, de Associated Press, qualifie l’album de produit de la maturité et de l’évolution artistique de Swift. Jason Lipshutz de Billboard parle d’un album « concentré », visant à la « prolongation de l’héritage » musical de la chanteuse, propulsé par un lyrisme « tranchant comme un rasoir ». Ellen Johnson, critique de Paste affirme que Midnights contient « les mélodies pop les plus raffinées de Swift à ce jour » —  « quelque chose de beaucoup plus doux, nuancé, astucieux et palpitant » que la musique pop traditionnelle. Paul Bridgewater, qui écrit pour The Line of Best Fit, considère que Midnights tente de trouver le bon équilibre entre expérimentation et rentabilité, et qu’il s’agit de l’œuvre la plus cohérente de Swift au niveau lyrique et thématique, mais qu’elle est toutefois « décevante » sur le plan sonore. Carl Wilson de Slate déclare que c’est le premier album de Swift, à l’exception de Folklore, « à ne pas présenter de défaut notable », mais émet quelques reproches à l’égard de certaines paroles. Dans une analyse assez mitigée, le critique du New York Times, Jon Caramanica, pense que Swift a joué la carte de la sécurité sur Midnights, revenant à des sonorités trop familières.

## Performance commerciale
Moins d'une journée après sa sortie, Midnights bat le record absolu de l'album le plus streamé en une seule journée sur Spotify, le record de l'album pop le plus streamé en une seule journée sur Apple Music, et le record de l'album le plus streamé en une seule journée sur Amazon Music. Du fait de la très bonne performance de l'album sur Spotify, Taylor Swift devient également l'artiste la plus streamée en une seule journée sur la plateforme, atteignant le chiffre de 228 millions de streams sur l'ensemble de son catalogue.
Billboard rapporte que Midnights s'est vendu à plus de 800 000 exemplaires aux États-Unis (dont plus de 400 000 exemplaires en vinyle) après seulement une journée, devenant ainsi l'album le plus vendu de 2022, enregistrant la plus grosse semaine de vente pour un album depuis Reputation (2017), le propre album de Swift, et établissant le record de l'ère moderne du plus grand nombre de vinyles vendus en une semaine. Swift devient la première artiste à occuper les 10 premières positions du classement du Billboard Hot 100. L'album se vend à 1,57 million d'équivalents ventes aux États-Unis lors de sa première semaine, dans un contexte de chute des ventes et alors qu'aucun autre album depuis plus de trois ans n'avait atteint le million d'exemplaires, pas même l'album 30 d'Adele. Il occupe la première place durant six semaines. 
Au Royaume-Uni, l'album entre aussi à la première place, avec 204 501 équivalents-ventes. En France, l'album est également no 1, c'est à cette date « le meilleur démarrage pour l’artiste sur le marché national », avec 19 400 équivalents ventes.
Midnights est le deuxième album le plus vendu dans le monde en 2022, derrière Un verano sin ti de Bad Bunny. 
Dans son pays, Midnights est encore la deuxième meilleure vente d'albums en 2023, avec 3,2 millions d'équivalents-ventes, dont 973 000 exemplaires pour les ventes physiques et les téléchargements.
En Australie, c'est la plus grosse vente annuelle en 2022 et la seconde meilleure vente en 2023. L'album a été no 1 durant 7 semaines en 2022 et encore 7 autres semaines en 2023. Au Royaume-Uni et au Canada, c'est aussi la deuxième meilleure vente annuelle en 2023,. L'album est la 4e meilleure vente annuelle en Allemagne en 2022 et la 9e plus grosse vente de l'année 2023. 
En France, l'album est le premier opus de la chanteuse à se classer numéro 1 des ventes ; il est certifié platine (100 000 équivalents ventes) en décembre 2023, plus d'un an après sa sortie. C'est alors dans ce pays son second album de platine avec 1989, datant de 2014 et qui n'a été certifié qu'en 2019.
Dans le monde, en 2023, Midnights a été l'album le plus écouté sur Spotify, avec 4,6 milliards d'écoutes, et s'est vendu en vinyle à plus de 560 000 exemplaires.
En février 2024, aux États-Unis, Midnights est à cette date classé dans le top 10 depuis 68 semaines (non-consécutives), devançant en nombre de semaines classées ses autres albums. Le même mois, l'album retrouve la première place en Australie deux semaines de suite tandis qu'Anti-Hero revient dans le top 10, grâce à la tournée The Eras Tour,.

## Impact
Pour Billboard, l'annonce inattendue de l'album lors des Video Music Awards par Swift a véritablement « fait la une ». Bruce Gillmer, le producteur de la cérémonie, a expliqué au magazine que Midnights avait donné un "coup de pouce considérable" à son audimat. Le site Web officiel de Swift a également crashé en raison du trafic intense qui a suivi ses premiers posts sur les réseaux sociaux au sujet de l'album. Les serveurs de Spotify ont également planté au moment de la sortie de l'album. La pochette de l'album a été imité et parodié par les utilisateurs sur les réseaux sociaux, y compris par des comptes officiels de marques, et de célébrités. Le Royal Champagne Hotel & Spa, un hôtel français 5 étoiles, propose un forfait de luxe inspiré de l'album, et intitulé « The Royal Sleep Experience »; une réduction de 13 % sera également appliquée pendant les 13 jours suivant la sortie de l'album. Apple Fitness+ a lancé trois nouveaux programmes d'exercices conçus autour de la musique de Swift, avec des morceaux issus de Midnights, et adaptés aux séances de yoga, de tapis de course et de HIIT.

## Classements hebdomadaires
| Classement (2022)                  | Meilleure place |
| ---------------------------------- | --------------- |
| Allemagne (Media Control AG)       | 1               |
| Australie (ARIA)                   | 1               |
| Autriche (Ö3 Austria Top 40)       | 1               |
| Belgique (Flandre Ultratop)        | 1               |
| Belgique (Wallonie Ultratop)       | 1               |
| Canada (Canadian Albums Chart)     | 1               |
| Danemark (Tracklisten)             | 1               |
| Écosse (OCC)                       | 1               |
| Espagne (Promusicae)               | 1               |
| États-Unis (Billboard 200)         | 1               |
| Finlande (Suomen virallinen lista) | 1               |
| France (SNEP)                      | 1               |
| Irlande (Irish Albums Chart)       | 1               |
| Italie (FIMI)                      | 1               |
| Japon (Oricon)                     | 7               |
| Norvège (VG-lista)                 | 1               |
| Nouvelle-Zélande (RIANZ)           | 1               |
| Pays-Bas (Mega Album Top 100)      | 1               |
| Portugal (AFP)                     | 1               |
| Royaume-Uni (UK Albums Chart)      | 1               |
| Suède (Sverigetopplistan)          | 1               |
| Suisse (Schweizer Hitparade)       | 1               |

## Certifications
| Pays              | Certification | Unités certifiées |
| ----------------- | ------------- | ----------------- |
| États-Unis (RIAA) | 2 × Platine   | 2 000 000         |
| France (SNEP)     | Platine       | 100 000           |
| Canada            | 6 × Platine   | 480 000           |

## Récompenses
L'album remporte le Grammy de l'album de l'année et du meilleur album pop vocal en 2024.

## Liste des pistes
| Midnights – Édition standard | Midnights – Édition standard               | Midnights – Édition standard                                                                | Midnights – Édition standard | Midnights – Édition standard | Midnights – Édition standard | Midnights – Édition standard | Midnights – Édition standard | Midnights – Édition standard | Midnights – Édition standard |
| No                           | Titre                                      | Auteur(s)                                                                                   | Durée                        |                              |                              |                              |                              |                              |                              |
| ---------------------------- | ------------------------------------------ | ------------------------------------------------------------------------------------------- | ---------------------------- | ---------------------------- | ---------------------------- | ---------------------------- | ---------------------------- | ---------------------------- | ---------------------------- |
| 1.                           | Lavender Haze                              | - Taylor Swift - Jack Antonoff - Zoë Kravitz - Mark Anthony Spears - Jahaan Sweet - Sam Dew | 3:22                         |                              |                              |                              |                              |                              |                              |
| 2.                           | Maroon                                     | - Swift - Antonoff                                                                          | 3:38                         |                              |                              |                              |                              |                              |                              |
| 3.                           | Anti-Hero                                  | - Swift - Antonoff                                                                          | 3:20                         |                              |                              |                              |                              |                              |                              |
| 4.                           | Snow on the Beach (featuring Lana Del Rey) | - Swift - Del Rey - Antonoff                                                                | 4:16                         |                              |                              |                              |                              |                              |                              |
| 5.                           | You're on Your Own, Kid                    | - Swift - Antonoff                                                                          | 3:14                         |                              |                              |                              |                              |                              |                              |
| 6.                           | Midnight Rain                              | - Swift - Antonoff                                                                          | 2:54                         |                              |                              |                              |                              |                              |                              |
| 7.                           | Question...?                               | - Swift - Antonoff                                                                          | 3:30                         |                              |                              |                              |                              |                              |                              |
| 8.                           | Vigilante Shit                             | - Swift                                                                                     | 2:44                         |                              |                              |                              |                              |                              |                              |
| 9.                           | Bejeweled                                  | - Swift - Antonoff                                                                          | 3:14                         |                              |                              |                              |                              |                              |                              |
| 10.                          | Labyrinth                                  | - Swift - Antonoff                                                                          | 4:07                         |                              |                              |                              |                              |                              |                              |
| 11.                          | Karma                                      | - Swift - Antonoff - Spears - Sweet - Keanu Torres                                          | 3:24                         |                              |                              |                              |                              |                              |                              |
| 12.                          | Sweet Nothing                              | - Swift - William Bowery                                                                    | 3:08                         |                              |                              |                              |                              |                              |                              |
| 13.                          | Mastermind                                 | - Swift - Antonoff                                                                          | 3:11                         |                              |                              |                              |                              |                              |                              |
| Durée totale : 44:02         |                                            |                                                                                             |                              |                              |                              |                              |                              |                              |                              |

| Midnights – 3am Edition | Midnights – 3am Edition       | Midnights – 3am Edition           | Midnights – 3am Edition | Midnights – 3am Edition | Midnights – 3am Edition | Midnights – 3am Edition | Midnights – 3am Edition | Midnights – 3am Edition | Midnights – 3am Edition |
| No                      | Titre                         | Auteur(s)                         | Durée                   |                         |                         |                         |                         |                         |                         |
| ----------------------- | ----------------------------- | --------------------------------- | ----------------------- | ----------------------- | ----------------------- | ----------------------- | ----------------------- | ----------------------- | ----------------------- |
| 14.                     | The Great War                 | - Swift - Aaron Dessner           | 4:00                    |                         |                         |                         |                         |                         |                         |
| 15.                     | Bigger Than the Whole Sky     | - Swift - Antonoff                | 3:38                    |                         |                         |                         |                         |                         |                         |
| 16.                     | Paris                         | - Swift - Antonoff                | 3:16                    |                         |                         |                         |                         |                         |                         |
| 17.                     | High Infidelity               | - Swift - Dessner                 | 3:51                    |                         |                         |                         |                         |                         |                         |
| 18.                     | Glitch                        | - Swift - Antonoff - Spears - Dew | 2:28                    |                         |                         |                         |                         |                         |                         |
| 19.                     | Would've, Could've, Should've | - Swift - Dessner                 | 4:20                    |                         |                         |                         |                         |                         |                         |
| 20.                     | Dear Reader                   | - Swift - Antonoff                | 3:45                    |                         |                         |                         |                         |                         |                         |
| Durée totale : 1:09:20  |                               |                                   |                         |                         |                         |                         |                         |                         |                         |

| 14. | Hits Different                          | - Swift - Antonoff - Dessner | 3:54 |
| 15. | You're on Your Own, Kid (Strings remix) | - Swift - Antonoff           |      |
| 16. | Sweet Nothing (Piano remix)             | - Swift - Bowery             |      |

| 21. | Hits Different                                  | - Swift - Antonoff - Dessner                       | 3:54 |
| 22. | Snow on the Beach (featuring More Lana Del Rey) | - Swift - Antonoff - Del Rey                       | 4:16 |
| 23. | Karma (featuring Ice Spice)                     | - Swift - Antonoff - Spears - Sweet - Keanu Torres |      |

| 14. | The Great War                                   | - Swift - Aaron Dessner                            | 4:00 |
| 15. | Bigger Than the Whole Sky                       | - Swift - Antonoff                                 | 3:38 |
| 16. | High Infidelity                                 | - Swift - Dessner                                  | 3:51 |
| 17. | Would've, Could've, Should've                   | - Swift - Dessner                                  | 4:20 |
| 18. | Dear Reader                                     | - Swift - Antonoff                                 | 3:45 |
| 19. | You're Losing Me (From the Vault)               | - Swift - Antonoff - Dessner                       | 4:38 |
| 20. | Snow on the Beach (featuring More Lana Del Rey) | - Swift - Antonoff - Del Rey                       | 4:16 |
| 21. | Karma (featuring Ice Spice)                     | - Swift - Antonoff - Spears - Sweet - Keanu Torres | 3:24 |

## Distribution
| Zone   | Date             | Format(s)                                         | Édition             | Label                  | Réf. |
| ------ | ---------------- | ------------------------------------------------- | ------------------- | ---------------------- | ---- |
| Divers | 21 octobre 2022  | - Cassette - CD - Téléchargement - Streaming - LP | Standard            | Republic Records       |      |
| Divers | 21 octobre 2022  | - Téléchargement - Streaming                      | 3am                 | Republic Records       |      |
| Divers | 21 octobre 2022  | - CD                                              | Deluxe              | Republic Records       |      |
| Japon  | 26 octobre 2022  | CD                                                | Standard            | Universal Music Japan  |      |
| Brésil | 30 novembre 2022 | CD                                                | - Standard - Deluxe | Universal Music Brasil |      |